# Высшие учебные заведения в томской истории
Высшие учебные заведения в томской истории — данные о вузах, существовавших в Томской губернии, Томском округе и Томской области в период с XIX века.
Известное неофициальное название города «Сибирские Афины» связывают с вузами и, прежде всего, с Императорским Сибирским Томским университетом (ныне — ТГУ), который был основан в 1878 году (открыт в 1888) и с Императорским Томским Технологическим Институтом (сейчас Томский политехнический университет, ТПУ), основанном в 1896 году. Нынешний ТПУ под разными наименованиями просуществовал до 1944 года, когда за ним закрепился современный бренд: политехнический. А годами раньше, в 1858 году, в губернской столице была основана Томская духовная семинария — религиозная образовательная организация высшего православного образования.
В годы Гражданской войны 1918—1920 годов в Томске в здании современного корпуса № 2 современного вуза ТГАСУ действовала эвакуированная из столицы Российская Академия Генерального штаба. Тогда же на основе Высшего политехнического училища был организован Первый Томский практический политехнический институт (ТПУ тогда носил наименование не политехнического, а технологического института), получивший в 1921 году имя тов. Тимирязева и в 1923 году, по личному распоряжению наркома Луначарского, реорганизованного в образцовый Сибирский политехникум им. Тимирязева.
В годы советской власти 1918—1991 в городе открывались и закрывались, реорганизовывались вузы.
Ниже, в хронологическом порядке по году открытия, дан перечень томских вузов.

## Список высших образовательных учреждений
- 1858—1919, 1992—н/в — Томская духовная семинария[1][2].
- 1878 — основан Императорский (имени Его Императорского Величества Александра III) Первый Сибирский университет. Начало формирования преподавательской, методологической и материальной базы учреждённого Высочайше вуза Сибири.
  - 1888 — начало полноценной деятельности Томского Императорского университета:
    - 1878—1888 — создаваемый Императорский Сибирский классический университет.
    - 1888—1917 — Императорский Сибирский Томский университет.

  - 1917—1928 — Томский университет.
  - 1928—1934 — Томский государственный университет (ТГУ).
    - с 1930 — из ТГУ выделен новый государственный вуз Томский медицинский институт (ныне СибГМУ).
    - с 1931 — на базе педагогического факультета ТГУ создан новый государственный вуз Томский индустриально-педагогический институт (ныне ТГПУ).
    - 1930—1934 — Сибирский химико-технологический институт (СХТИ, Томск). Данный новый вуз был создан на паритетных началах из материальной базы химических факультетов ТГУ и СТИ. При объединении в 1934 году технических вузов Томска СГИ, СХТИ и СМИ будет образован единый Томский индустриальный институт (ТИИ).
    - 1930—1935 — Сибирский геолого-разведочный институт (СГРИ, Томск). Вуз был создан на паритетных началах из материальной базы геологических факультетов ТГУ и СТИ. С 1935 года СГРИ реорганизован в факультет Томского индустриального института.

  - 1934—1991 — Томский государственный университет имени В. В. Куйбышева (ТГУ).
  - 1967—1980 — Томский Краснознамённый государственный университет имени В. В. Куйбышева (ТГУ).
  - 1980—1991 — Томский ордена Октябрьской Революции и ордена Трудового Красного Знамени государственный университет имени В. В. Куйбышева (ТГУ).
    - с 1986 — в структуре ТГУ создан Новосибирский юридический институт (филиал ТГУ).

  - 1991—2010 — Томский государственный университет (ТГУ).
  - 2010—н/в — Национальный исследовательский Томский государственный университет (ТГУ или НИУ ТГУ).

- 1896 — Высочайше основан Первый Сибирский Императорский (имени Его Императорского Величества Николая II) Томский технологический институт практических инженеров. Начало формирования преподавательской, методологической и материальной базы учреждённого первого технического вуза Сибири.
  - 1900 — Томский технологический институт Императора Николая II (открытие и начало полноценной работы). Он же — Императорский Сибирский (Томский) технологический институт.
  - 1917—1925 — Сибирский Томский технологический институт (ТТИ).
  - 1925—1930 — Сибирский технологический институт имени тов. Ф. Э. Дзержинского (СТИ). Разделён «разукрупнением» на несколько новых вузов:
    - 1930—1934 — Сибирский химико-технологический институт (СХТИ, Томск). Данный новый вуз был создан на паритетных началах из материальной базы химических факультетов ТГУ и СТИ. При объединении в 1934 году технических вузов Томска СГИ, СХТИ и СМИ будет образован единый Томский индустриальный институт (ТИИ).
    - 1930—1933 — Сибирский горный институт (СГИ или Угольный институт), создан на материальной и учебной базе прежнего Горного факультета СТИ. В 1934 году данный томский вуз, вместе с СМИ и СХТИ, слиянием образуют Томский индустриальный институт (ТИИ).
    - 1930—1933 — Сибирский институт цветной металлургии (СИЦМ, золотодобывающая отрасль), создан на материальной и учебной базе прежнего Горного факультета СТИ. Новый вуз был передислоцирован в Иркутск и вскоре, объединившись с местным Политехникумом, становится Иркутским горным (с 1960 — горно-металлургическим) институтом, ныне это Иркутский технический университет.
    - 1930—1935 — Сибирский геолого-разведочный институт (СГРИ, Томск). Данный новый вуз был создан на паритетных началах из материальной базы геологических факультетов ТГУ и СТИ. С 1935 года СГРИ реорганизован в факультет Томского индустриального института.
    - 1930—1933 — Сибирский строительный институт (СибСтрИн). Передислоцирован с 1933 года в Новосибирск, ныне это НГАСУ-Сибстрин.
    - 1930—1931 — Сибирский металлургический институт. В 1931 году реорганизован в Сибирский государственный институт чёрных металлов и передислоцирован в Сталинск (ныне — Новокузнецк), ныне это Сибирский государственный индустриальный университет.
    - 1930—1933 — Сибирский институт сельскохозяйственного машиностроения (СИСМ). В 1931 вуз был передислоцирован в Новосибирск, с переименованием в Западно-Сибирский институт сельскохозяйственного машиностроения. В 1933 — возвращён в Томск и объединён с вузом СММИ. Новый вуз — Сибирский машиностроительный институт (СМИ) в 1934 году будет объединён «укрупнением» с СХТИ и СГИ, формируя при этом новый томский вуз — Томский индустриальный институт (ТИИ).
    - 1930—1932 — Сибирский институт инженеров транспорта (СИИТ). Будет реорганизован и «разукрупнён» в 1932 на два вуза:
      - 1932—1960 — Томский электромеханический институт инженеров транспорта (ТЭМИИТ), который с 1960 по 1962 будет передислоцирован в Омск, ныне это ОГУПС.
      - с 1932 — создан и передислоцирован в Новосибирск «Новосибирский путейско-строительный институт инженеров железнодорожного транспорта» (НПСИИЖДТ)[3], ныне это СГУПС.

    - 1930—1933 — Сибирский механико-машиностроительный институт (СММИ). При объединении в 1933 году «укрупнением» с вузом СИСМ, будет реорганизован в Сибирский машиностроительный институт (СМИ). В 1934 году данный вуз, вместе с СГИ и СХТИ, слиянием образуют Томский индустриальный институт (ТИИ).

  - 1934—1940 — Томский индустриальный институт имени С. М. Кирова (ТИИ).
  - 1940—1944 — Краснознамённый Томский индустриальный институт имени С. М. Кирова (ТИИ).
  - 1944—1971 — Краснознамённый Томский политехнический институт им. С. М. Кирова (ТПИ).
    - с 1962 года на учебно-преподавательской базе 2-х факультетов ТПИ, в здании бывшего ТЭМИИТ, был создан новый томский вуз — ТИРиЭТ.
    - с 1969 года Горный факультет ТПИ по решению Правительства СССР передислоцирован в Кемерово в состав «Кузбасского политехнического института» (КПИ); ныне этот вуз называется Кузбасским государственным техническим университетом имени Т. Ф. Горбачёва (в своё время Т.Ф. Горбачёв был выпускником ТПИ).

  - 1971—1991 — Томский ордена Октябрьской Революции и ордена Трудового Красного Знамени политехнический институт им. С. М. Кирова (ТПИ).
  - 1991—2009 — Томский политехнический университет (ТПУ).
  - 2009—н/в — Национальный исследовательский Томский политехнический университет (ТПУ или НИ ТПУ).

- 1902—1920 — Томский учительский институт. Упразднён введением учебной базы вуза в качестве педагогического факультета в составе ТГУ. В дальнейшем (1930) станет основой нового томского педагогического вуза.
  - 1934—1956 — Томский учительский институт повышения квалификации педагогов (на базе ТГПИ). Объединён с Томским областным институтом усовершенствования учителей.
  - 1945—1988 — Томский областной институт усовершенствования учителей.
  - 1988—н/в — учреждение Архивная копия от 11 января 2017 на Wayback Machine последипломного образования работников педагогической сферы: Томский областной институт повышения квалификации и переподготовки работников образования (ТОИПКПРО или «Институт Учителя»).
- 1910—1920 — Сибирские высшие женские курсы (Томск).
- 1912—1919 — Томский губернский Народный университет (под патронажем П. И. Макушина).
- 1917—1920 — Сибирская народная консерватория.
- лето 1918 — Сибирская академия художеств (Томск, действовала неск.месяцев).
- 1918—1923 — Первый Томский практический политехнический институт (с 1921 — имени тов. Тимирязева).
- 1918— ??? — Ново-Николаевский уездный учительский институт. Ново-Николаевский уезд, Томская губерния.
- 1918—1919 — Томская инструкторская школа младших офицеров пехоты Сибирской армии.
- 1919—1919 — Академия Генерального штаба Русской Армии (в эвакуации в Томске). Подготовка и переподготовка офицеров высшего командного состава Русской и Белой (Сибирской) армии.
- 1919—1921 — 2-е Сибирские пехотные командного состава курсы РККА[4].
  - 1921—1925 — 25-я Томская военная пехотная школа командного состава РККА.
- 1920—192х (?) — Сибирская академия народного образования (учебно-педагогический вуз), САНО[5]
- 1920—192х (?) — Томский губернский Рабочий институт СибОНО Сибревкома.
- 1920—1923 (?) — Сибирский областной политико-просветительный институт Отдела политического просвещения Томского губисполкома.
- октябрь 1920 — октябрь 1923 — Томский институт физической культуры.
- 1920—1921 — Государственная высшая музыкальная школа Сибири Отдела политического просвещения Томского губисполкома.
- 1920—1922 — Первые артиллерийские курсы Сибири для комсостава РККА.
  - 1922—1924 — 6-я Сибирская артиллерийская школа комсостава РККА.
  - 1924—1940 — Томская артиллерийская школа командного состава (ТАШКС).
  - 1928—1940 — Томское военно-артиллерийское училище командного состава РККА (ТВАУ).
  - 1940—1941 — Томское артиллерийское училище (ТАУ).
  - 1941—1945 — Первое Томское артиллерийское училище (ТАУ-1).
    - 1945—1945 — Первое ордена Красной Звезды Томское артиллерийское училище (ТАУ-1).

  - 1941—1947 — Второе Томское артиллерийское училище (ТАУ-2).
  - 1947—1949 — Томское ордена Красной Звезды артиллерийское училище (ТАУ).
  - 1949—1958 — Томское ордена Красной Звезды зенитное артиллерийское училище (ТЗАУ).
  - 1958—1960 — Томское ордена Красной Звезды зенитно-ракетное училище.
  - 1960—1965 — Томское ордена Красной Звезды ракетное училище.
  - 1965—1999 — Томское ордена Красной Звезды высшее военное командное училище связи (ТВВКУС).
- 1922—1925 — 5-я Томская военная школа физического образования РККА.
- 1923—1925 — 5-я Томская военно-инженерная школа командного состава РККА.
- 1927—1931 — Сибирский государственный институт усовершенствования врачей (СибГИДУВ), передислоцирован в Новосибирск и стал одной из основ медицинского образования в этом городе.
- 1930—1937 — Томская военизированная школа начальствующего состава Западно-Сибирского краевого управления исправительно-трудовых учреждений НКВД.
  - 1937—1944 — Томская школа начальствующего состава Новосибирского областного управления исправительно-трудовых учреждений НКВД.
  - 1944—1946 — Томская школа начальствующего состава Томского областного управления исправительно-трудовых учреждений НКВД.
  - 1946—1981 — Томская школа начальствующего состава Томского областного управления исправительно-трудовых учреждений МВД СССР.
  - 1981—1992 — Томская школа усовершенствования начальствующего состава лесных исправительно-трудовых учреждений МВД СССР.
  - 1992—1999 — Томский филиал Республиканского института повышения квалификации работников МВД России.
  - 1999—2001 — Томский филиал Рязанского института права и экономики Министерства юстиции Российской Федерации.
  - 2001—2005 — Томский филиал Академии права и управления Минюста РФ.
  - 2005—2007 — Томский филиал Академии ФСИН России.
  - 2007—2013 — Томский филиал Кузбасского института ФСИН.
  - 2013—н/в — Томский институт повышения квалификации работников ФСИН (ТИПКР ФСИН).

- 1930—1941 — Томский стоматологический институт (упразднён)
- 1930—1960 (1962) — Томский электромеханический институт инженеров железнодорожного транспорта (ТЭМИИТ). С 1960 по 1962 по решению Правительства СССР передислоцирован в Омск (ныне это Омский государственный университет путей сообщения). Оставшаяся часть материальной базы передана Томскому политехническому институту и создаваемому в здании ликвидируемого ТЭМИИТ новому вузу — ТИРиЭТ. Профессорско-преподавательский состав ТЭМИИТ, в возрасте старше 50 лет, передислоцированию не подлежал и был включён в состав ТПИ.
- 1930—1937 — Томская окружная военно-политическая школа комсостава РККА.
- 1930—1992 — Томский медицинский институт (ТМИ).
  - 1930—1938 — Томский медицинский институт.
  - 1938—1956 — Томский медицинский институт имени тов. В. М. Молотова.
  - 1956—1967 — Томский медицинский институт.
  - 1967—1992 — Томский ордена Трудового Красного Знамени медицинский институт.
  - 1992—н/в — Сибирский государственный медицинский университет (СибГМУ).
- 1931—1934 — Томский индустриально-педагогический институт (ТИПИ).
  - 1934—1968 — Томский государственный педагогический институт (ТГПИ).
    - 1934—1956 — на базе ТГПУ создан Томский учительский институт повышения квалификации педагогов.

  - 1968—1981 — Томский государственный педагогический институт имени Ленинского Комсомола (ТГПИ).
  - 1981—1995 — Томский ордена Знак Почёта государственный педагогический институт имени Ленинского Комсомола (ТГПИ).
  - 1995—н/в — Томский государственный педагогический университет (ТГПУ).

- 1933—1938 — Томские курсы усовершенствования командного состава повышенного типа.
- 1938—1941; 1946—1960 — Томское военное пехотное училище РККА (ТВПУ).
  - май 1941: объединение с передислоцированным в Томск Белоцерковским военно-пехотным училищем (БВПУ) под наименованием «Томское военно-пехотное училище» на период май—сентябрь 1941, затем переименовано в БВПУ, в 1946 году разделено на Томское и Белоцерковское военно-пехотные училища.
- 1931—1939 — Томский строительный мукомольно-элеваторный институт.
  - 1952—1953 — Томский институт по подготовке инженеров по строительству элеваторов.
  - 1953—1993 — Томский инженерно-строительный институт (ТИСИ).
  - 1993—1997 — Томская государственная архитектурно-строительная академия (ТГАСА).
  - 1997—н/в — Томский государственный архитектурно-строительный университет (ТГАСУ).

- 1940—1968 — Томский государственный институт метрологии (ТГИМ), последипломное повышение квалификации.
  - 1942—1947 — Новосибирский учебный центр ТГИМ. Реорганизован в Новосибирский государственный институт метрологии и приборов…
  - 1968—1992 — Томский учебный центр Всесоюзного института повышения квалификации руководящих и инженерно-технических работников в области стандартизации, качества продукции и метрологии (ВИСМ).
  - 1992—н/в — Академия стандартизации, метрологии и сертификации (учебная), томский филиал.
- 1940—1956 — Колпашевский учительский институт (Томский округ, г. Колпашево). В годы войны именовался как «Колпашевский педагогический институт».
- 1940—1991 — Томский Университет марксизма-ленинизма при ТГУ и Томском обкоме КПСС, учреждение последипломного образования (Томск).
- 1941—1946 — Белоцерковское военно-пехотное училище (БВПУ, в эвакуации в Томске, прибыло на базу ТВПУ. В 1946 году, разделившись с ТВПУ, БВПУ ре-эвакуировано в город Белая Церковь. Где действовало менее 10 лет).
- 1941—1944 — Ленинградская военная электротехническая Краснознаменная академия связи имени С. М. Будённого (ВЭТАС, в эвакуации в Томске).
- 1941—1944 — Днепропетровское артиллерийское училище (ДАУ, в эвакуации в Томске).
- 1941—1943 — Московский институт стали имени тов. И. В. Сталина (МИСиС, в эвакуации в Томске: располагался в одном из корпусов современного ТПУ).
- 1941—1942 — Московский электромеханический институт инженеров железнодорожного транспорта имени Ф. Э. Дзержинского (МЭМИИТ, в эвакуации в Томске: располагался в одном из корпусов современного ТПУ).
- 1941—1944 — Новочеркасский индустриальный институт имени Серго Орджоникидзе (в эвакуации в Томске: располагался в одном из корпусов современного ТПУ).
- 1941—1945 — Тульское оружейно-техническое училище имени Тульского пролетариата (в эвакуации в Томске).
- 1941—1945 — Ленинградское артиллерийское техническое училище зенитной артиллерии (ЛАТУЗА, в эвакуации в Томске: располагался в одном из корпусов современного ТПУ).
- 1942—1946 — Асиновское военное пехотное училище (АВПУ, пгт Асино).

- 1949—1957 — Томское военное пехотное училище второго формирования, — бывшее, передислоцированное в Томск «Свердловское военно-пехотное училище»; объединённое затем в Томске же с Тамбовским Краснознамённым военным пехотным училищем имени Маршала Советского Союза Б. М. Шапошникова;
  - 1957—1959 (1960) Томское Краснознамённое военное училище имени Маршала Советского Союза Б. М. Шапошникова. Окончательно упразднено в 1959—1960 годах в ходе военной реформы.

- 1950—1952 — Томское военно-техническое училище МВД СССР (секретное на момент создания, вновь создано при строительстве «Комбината № 816» п/я № 5; в 1952 передислоцировано в Новосибирск, затем передислоцировано в Московскую область, в г. Дубна; расформировано в 1993 Архивная копия от 11 октября 2019 на Wayback Machine)
- 1959—1996 — Отделение № 1 ТПИ при СХК (засекр., Северск).
  - 1996—2005 — Северский технологический институт (СТИ, Северск).
  - 2005—2009 — Северская государственная технологическая академия (СГТА, Северск).
  - 2009—н/в — Северский технологический институт НИЯУ МИФИ (СТИ НИЯУ МИФИ).

- 1962—1971 — Томский институт радиоэлектроники и электронной техники (ТИРиЭТ).
  - 1971—1993 — Томский институт автоматизированных систем управления и радиоэлектроники (ТИАСУР).
  - 1993—1997 — Томская государственная академия систем управления и радиоэлектроники (ТАСУР).
  - 1997—н/в — Томский государственный университет систем управления и радиоэлектроники (ТУСУР).

- 1967—2013 — Томский филиал Новосибирского института инженеров водного транспорта.

- 1990—н/в — Томский сельскохозяйственный институт, филиал Новосибирского сельскохозяйственного института.

- 1991—1993 — Томский промышленный техникум-вуз, экспериментальное учебное объединение при СХК (Томская область, г. Северск).

- 1991—1999 — «Open University» (of the Great Britain) — томское отделение российской образовательной корпорации ЛИНК Архивная копия от 29 июля 2017 на Wayback Machine(последипломное, второе высшее управленческое образование). Вуз станет основой создания нового экономического факультета ТУСУР. В начале 2000-х гг. в Северске (пригород Томска) вновь будет открыто томское представительство ЛИНК.
- 1992—1996 — Томский высший экономико-юридический колледж (ТВЭЮК).
  - 1996—2018 — Томский экономико-юридический институт (ТЭЮИ).
  - с лета 2018 года реорганизован в техникум (ТЭЮИ).
- 1993—н/в — Томский институт переподготовки кадров и агробизнеса (ТИПКА).
- 1996—2010 — Восточный институт экономики, гуманитарных наук, управления и права, томский филиал (ВЭГУ ТФ). Стал основой создания в 2006 году негосударственного образовательного учреждения (НОУ) «Томский институт бизнеса».
  - 2010—н/в — Томский филиал заочного образования НОУ «Восточная экономико-юридическая гуманитарная академия» (ВЭГУ).
- 1996—2013 — Томский высший колледж информатики, электроники и менеджмента при ТУСУР.
- 1997—2017 — Региональная комиссия Администрации Томской области и Минэкономразвития РФ по реализации курса «Президентская программа переподготовки управленческих кадров для предприятий и организаций народного хозяйства Российской Федерации». Последипломное, второе высшее управленческое образование.
  - 2017—н/в — Корпоративный университет управления Администрации Томской области (на базе Регионального ресурсного центра Томской области).
- 1997—2015 — Современная гуманитарная академия, томский учебный центр (СГА ТЦ).
- 1998—2015 — Томский филиал ФГБОУ ВПО «Московский государственный гуманитарный университет имени М. А. Шолохова».
- 1998—2010 — Сибирская академия государственной службы, томский филиал (СибАГС).
  - 2010—03.2020 — Томский филиал ФГБОУ ВПО «Российская академия народного хозяйства и государственной службы при Президенте Российской Федерации» (ТФ РАНХиГС).
- 1999—2010 — Томский военно-медицинский институт (ТВМИ).
- 1999—2009 — Западно-Сибирский филиал ГБОУ ВПО «Российский государственный университет инновационных технологий и предпринимательства» (ЗСФ РГУ ИТП). Ликвидирован, материальная база передана факультету ФИТ Томского госуниверситета.
- 2001—2010 — Западно-Сибирский филиал Российской академии правосудия (ЗСФ РАП).
  - 2010—н/в — Томский филиал ФГБОУ ВО «Российский государственный университет правосудия» (ТФ РГУП).
- 2001—2016 — Российский государственный социальный университет, томский филиал (РГСУ ТФ).
- 2006—2011 — Томский институт информационных технологий (последипломное повышение квалификации специалистов масс-медиа).
- 2006—н/в — Сибирский государственный университет путей сообщения, томский филиал (на базе ТТЖДТ); повышение квалификации.
- 2006—н/в — Томский институт бизнеса, негосударственное образовательное учреждение.
- 2009—н/в — Томский Региональный институт повышения квалификации работников предприятий инженерных изысканий (РИПК). Последипломное дополнительное профессиональное образование.
- 201х—н/в — Томский заочный финансово-юридический институт (последипломное дополнительное профессиональное образование).
- 2013—2015 — Томский филиал ГБОУ «Московский государственный университет экономики, статистики и информатики» (ТФ МЭСИ).
- 2014—н/в — Центр профессиональной переподготовки офицеров УМВД России по Томской области.
- 2016—н/в — Томский Региональный учебно-научный центр Восточной Сибири и Дальнего Востока повышения квалификации и переподготовки в сфере информационных технологий и информационной безопасности (РУНЦ ВС и ДВ). С 2014 — в структуре ТУСУР Архивная копия от 9 июня 2021 на Wayback Machine

…